# Pogiry (gmina Pogiry)
Pogiry (lit. Pagiriai) – wieś na Litwie, w okręgu wileńskim, w rejonie wileńskim, siedziba gminy Pogiry. Położona jest nad rzeką Waką, tuż przy granicy administracyjnej Wilna (część wsi leży w granicach miasta, jako jego dzielnica Pogiry). Liczy 3929 mieszkańców (2001).

## Historia
Pod zaborami majątek ziemski; w II Rzeczypospolitej majątek ziemski, wieś i zaścianek. W XIX i w początkach XX w. położone były w Rosji, w guberni wileńskiej, w powiecie wileńskim, w gminie Rudomino. Po I wojnie światowej pod administracją polską, w Zarządzie Cywilnym Ziem Wschodnich. W latach 1920–1922 w składzie Litwy Środkowej.
Od 11 kwietnia 1922 leżały w Polsce, w województwie wileńskim, w powiecie wileńsko-trockim, w gminie Rudomino. W 1931 miejscowość liczyła:
- majątek – 5 mieszkańców, zamieszkałych w 1 budynku,
- wieś i zaścianek – 108 mieszkańców, zamieszkałych w 20 budynkach[8].

Po II wojnie światowej w granicach Związku Sowieckiego. Miejscowość rozwinęła się po wojnie. Od 1991 na niepodległej Litwie.